# Matthias Fink
Matthias Fink (* 1948 in Schorndorf) ist ein deutscher Journalist.

## Leben und Wirken
Fink studierte Amerikanistik, Politikwissenschaft und Zeitgeschichte in Tübingen und München. 1977 wurde er an der Ludwig-Maximilians-Universität in München mit der Arbeit Nationales Interesse und Entwicklungshilfe: John F. Kennedy’s „Alliance for Progress“ promoviert. Er arbeitet als freier Autor u. a. für die Süddeutsche Zeitung und verfasste als Journalist, Autor und Produzent Reportagen und Dokumentationen für verschiedene Rundfunkanstalten der ARD. Er wurde 1998 mit dem Robert-Geisendörfer-Preis der EKD ausgezeichnet, belegte 2000 beim Radio-, TV- und Neue-Medien-Preis mit der Reportage Das amerikanische Jahrhundert den Dritten Platz im Bereich Radiopreise und gewann 2004 die World Silver Medal bei den New York Festivals.
Fink nahm als Prozessbeobachter an den Verhandlungen des Internationalen Strafgerichtshofes für das ehemalige Jugoslawien teil und unternahm selbst Recherchereisen nach Srebrenica und Bosnien-Herzegowina. 2015 erschien seine fast eintausendseitige Dokumentation Srebrenica. Chronologie eines Völkermords.

## Hörspiel
- 1989: Christoph Lindenmeyer: Ecce homo. Eine Radioprovokation zum Thema „Menschenrechte“ mit dem Kurzhörspiel Edel sei der Mensch von Jürgen Geers (Sprecher) – Regie: Nikolai von Koslowski (Hörspiel-Collage – BR)